# 蓬费拉达
蓬费拉达，是西班牙卡斯蒂利亚-莱昂莱昂省的一个市镇。 总面积283平方公里，总人口62175人（001年），人口密度220人/平方公里。